# سیارک ۷۲۴۲
سیارک ۷۲۴۲ (به انگلیسی: 7242 Okyudo، نامگذاری:1990VG3) هفت هزار و دویست و چهل و دومین سیارک کشف شده‌است که در ۱۱ نوامبر ۱۹۹۰ کشف شد.
قدر مطلق سیارک برابر ۱۴٫۶۰ است.